# Kurt Rudolph
Kurt Rudolph (ur. 3 kwietnia 1929 w Dreźnie, zm. 13 maja 2020) – niemiecki teolog ewangelicki i historyk religii, znany przede wszystkim ze swoich prac poświęconych gnostycyzmowi, manicheizmowi i mandaizmowi.
Kurt Rudolph studiował teologię ewangelicką, historię religii i semitystykę na uniwersytetach w Greifswaldzie i Lipsku w latach 1948–1953. Studia ukończył pracą teologiczną poświęconą sytuacji religijnej w Koryncie w czasach św. Pawła, jego doktorat i habilitacja dotyczyły natomiast mandaizmu, jedynej współcześnie istniejącej postaci antycznego gnostycyzmu. Za czasów NRD był profesorem historii religii na Wydziale filozoficznym Uniwersytetu Karola Marksa w Lipsku. W latach osiemdziesiątych przebywał często na stażach zagranicznych w krajach anglosaskich, a w roku 1986 przeniósł się na Uniwersytet w Marburgu. W roku 1994 przeszedł na emeryturę.
Badania nad mandaizmem, podczas których traktował go jako jeden z historycznych fenomenów gnozy oraz przykładów synkretyzmu religijnego, sprawiły, że stał się on w tej kwestii międzynarodowym autorytetem. Poza kręgami specjalistycznymi stał się znany dzięki swoim szerzej zakrojonym badaniom nad zjawiskiem gnozy, a w szczególności wydanej po raz pierwszy w roku 1977 monografii Die Gnosis, poświęconej gnozie antycznej, przełożonej na kilka języków, w tym także polski. W swoich badaniach przestrzega on zasad niemieckiej szkoły historii religii (Religionsgeschichtliche Schule), z której się naukowo wywodzi, odwołując się do analizy filologicznej i historycznej źródeł.